# Bibilică
Bibilica (Numida meleagris) este cea mai cunoscută pasăre din familia bibilicilor, Numididae, și singurul membru al genului Numida. Este originară din Africa, în principal la sud de Sahara, și a fost introdusă pe scară largă, ca specie domesticită, în Indiile de Vest, America de Nord, Columbia, Brazilia, Australia și Europa.

## Taxonomie
A fost descrisă oficial de naturalistul suedez Carl Linnaeus în 1758, în cea de-a zecea ediție a lucrării sale Systema Naturae, sub numele binomial Phasianus meleagris. În 1764, Linnaeus a mutat bibilica în noul gen Numida. Numele genului Numida înseamnă în latină „nord-african”.
În primele zile ale colonizării europene a Americii de Nord, curcanul sălbatic (Meleagris gallopavo) a fost confundat cu această specie. Cuvântul grecesc meleagris este, de asemenea, comun în denumirile științifice ale celor două specii, deși pentru bibilică este numele speciei, în timp ce pentru curcan, este numele genului și (în formă flexionată) al familiei.

### Subspecii
Cele nouă subspecii recunoscute sunt:
- Numida meleagris coronata (Gurney, 1868) – se întâlnește în estul și centrul Africii de Sud și în vestul Eswatini.[7]
- Numida meleagris galeatus (Pallas, 1767) – Africa de Vest până în sudul Ciadului, centrul Zairului și nordul Angolei
- Numida meleagris marungensis (Schalow, 1884) – sudul Bazinului Congo până în vestul Angolei și Zambia
- Numida meleagris meleagris  Linnaeus, 1758) – din estul Ciadului până în Etiopia, nordul Zairului, Uganda și nordul Kenyei
- Numida meleagris mitrata (Pallas, 1764) – prezentă în Tanzania până în Zambia, Botswana, nordul Africii de Sud, estul Eswatini și Mozambic[7]
- Numida meleagris damarensis (Roberts, 1917) – prezentă din sudul arid al Angolei până în nordul Namibiei și Botswana la nord de 26°S[7]
- Numida meleagris reichenowi (Ogilvie-Grant, 1894) – Kenya și centrul Tanzaniei
- Numida meleagris sabyi (Hartert, 1919) – nord-vestul Marocului
- Numida meleagris somaliensis (Neumann, 1899) – nord-estul Etiopiei și al Somaliei

## Domesticirea
Bibilica este adesea domesticită, iar această specie este cea care se vinde în supermarketurile occidentale. Populațiile sălbatice descendente din turmele domestice sunt acum larg răspândite și se întâlnesc în Indiile de Vest, America de Nord, Australia și Europa.

## Galerie

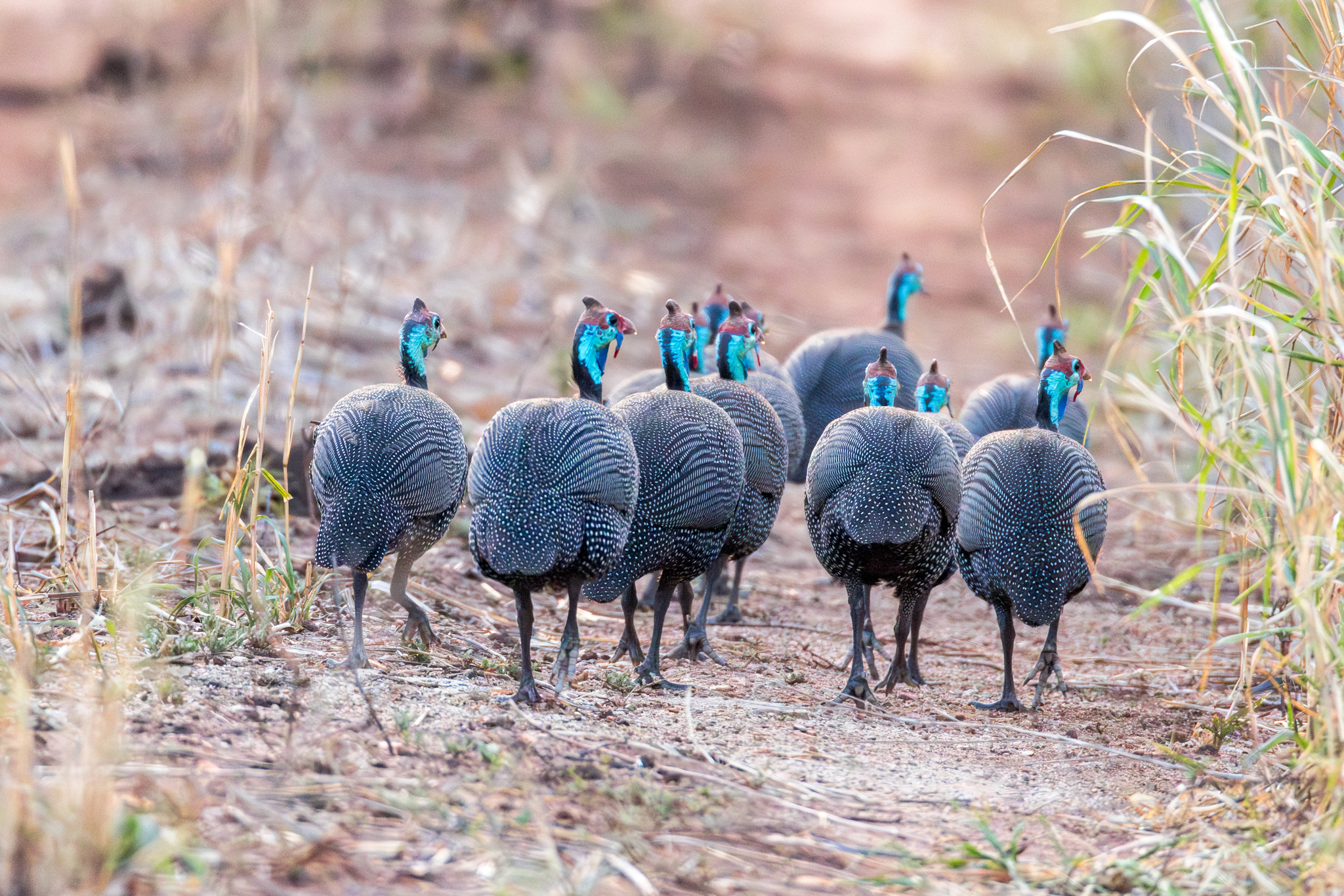
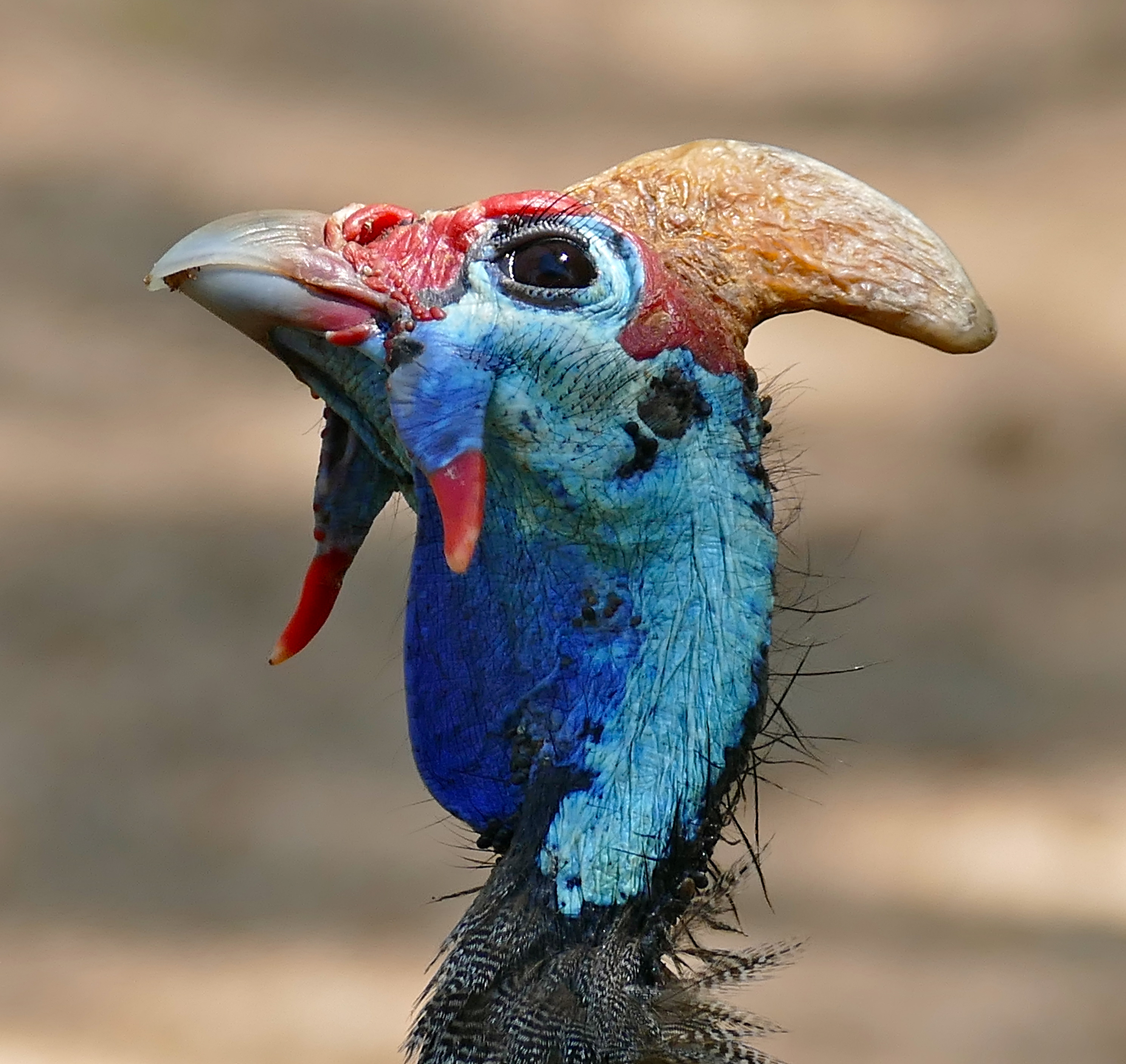
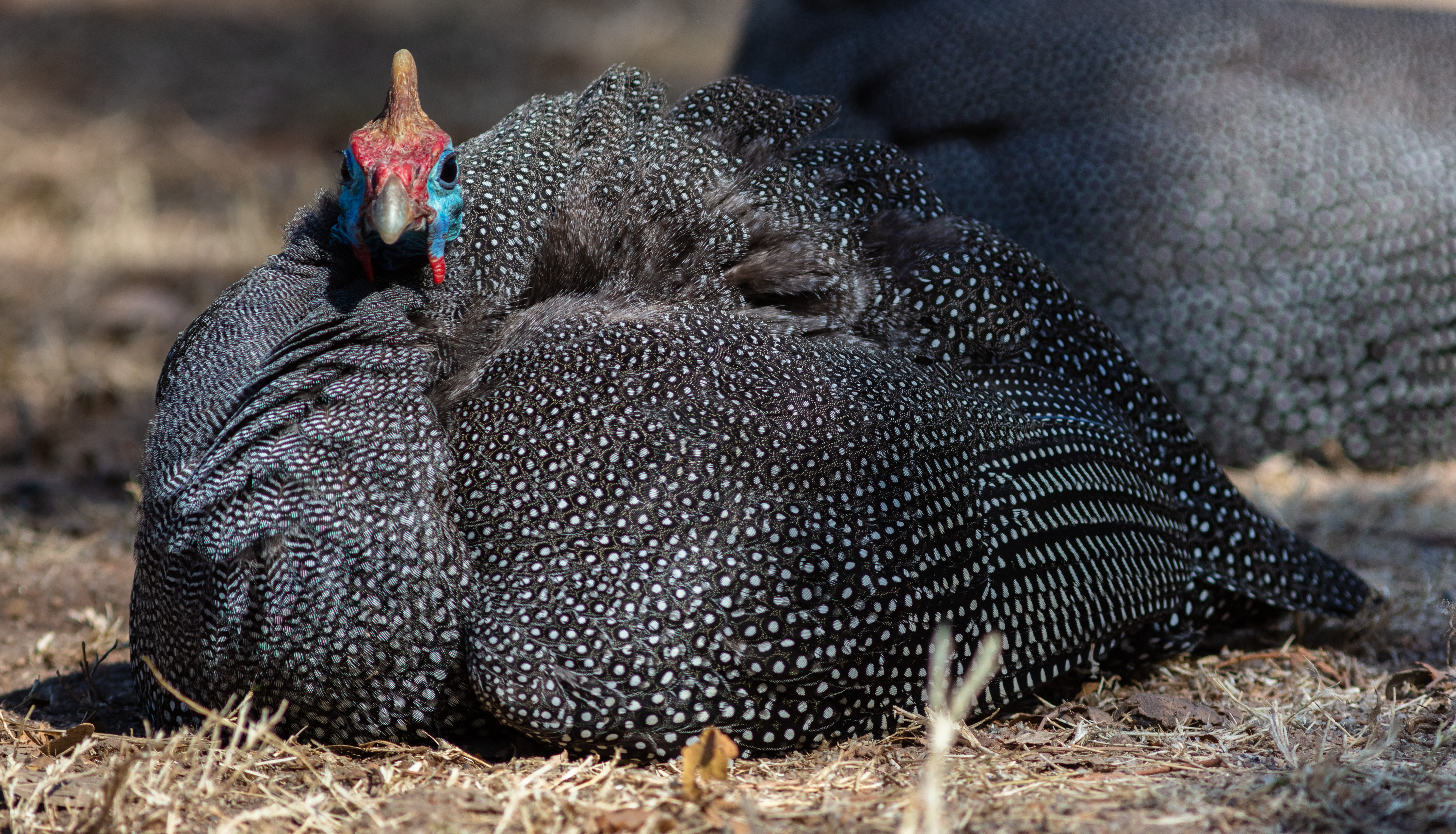
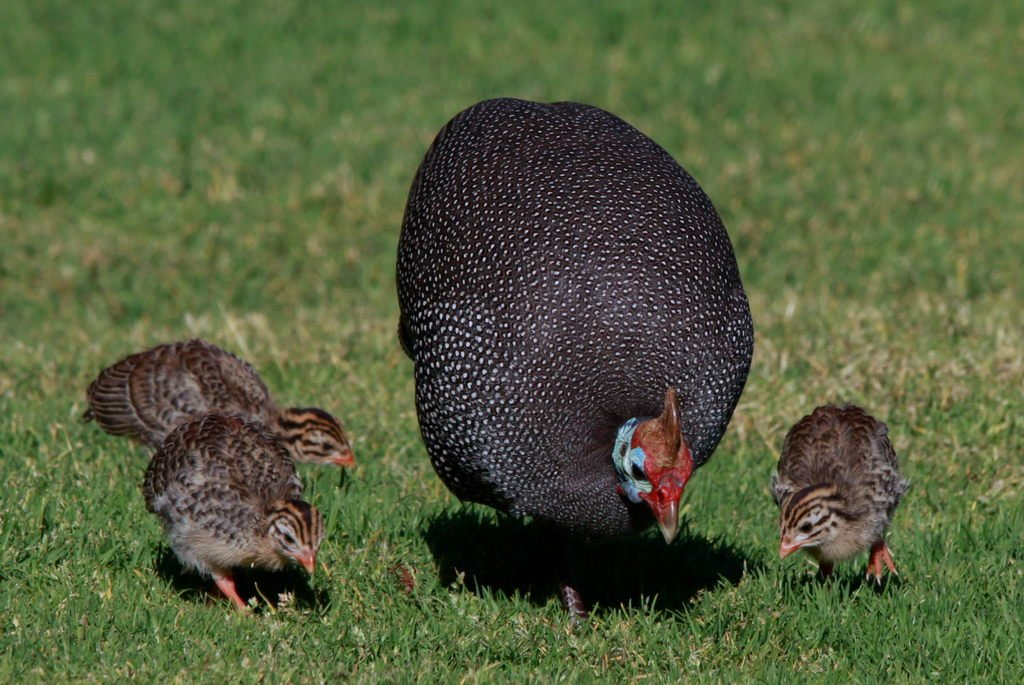